# José María Samper
José María Balbino Venancio Samper Agudelo (31 mars 1828 — 22 juillet 1888) est un écrivain et penseur libéral colombien. Il a également travaillé comme journaliste, avocat et politicien. Ses écrits abordent plusieurs genres, la poésie, le drame, la comédie, les romans, les œuvres didactiques, les biographies, les guides de voyage et les essais historiques. Il a collaboré avec plusieurs journaux de son époque, est le fondateur de La Revista Americana, l'éditeur d’El Deber et directeur d’El Comercio de Lima.

## Biographie
José María nait le 31 mars 1828 de José María Samper Blanco et Tomasa Agudelo y Tafur à Honda, à l'époque dans le département de Cundinamarca. Deux de ses frères et sœurs sont notables, Agripina qui s'est mariée avec Manuel Ancízar, et son frère ainé Miguel, un homme d'affaires, politicien et grand-père d'Ernesto Samper Pizano.
José María se marie avec Elvira Levi Espina en 1851 mais elle meurt l'année suivante sans enfants,. Il se remarie le 5 mai 1855 avec Soledad Acosta Kemble une écrivain et journaliste renommée avec qui il a quatre filles, Bertilda qui devient nonne et écrit de la poésie comme ses parents, Carolina (1857) et María Josefa (1860) qui meurent pendant l'épidémie de variole de Bogotá en 1872 et  Blanca Leonor (1862).
En 1862, José M. Samper est nommé chargé d'Affaires des États-Unis de Colombie à Paris.

## Écrits
- (es) José María Samper, Apuntamientos para la historia politica i social de la Nueva Granada [« Writings For The Political And Social History of the New Granada »], Bogota, Imprenta el Neo-Granadino, 1853 (OCLC 9291198, lire en ligne)

- (es) José María Samper, Un alcalde a la antigua y dos primos a la moderna : Una comedia de costumbrismos nacionales [« One Antiquated Mayor And Two Modern Cousins: A Comedy of National Mannerisms »] (Play), Bogota, Editorial Minerva, 1855 (OCLC 12143367)

- (es) José María Samper, Ensayo sobre las revoluciones políticas y la condicion social de las repúblicas colombianas [« Essay On The Political Revolutions And the Social Condition of the Colombian Republics »] (Essay), Paris, Imprenta de E. Thurnot, 1861 (OCLC 9291189, lire en ligne)

- (es) José María Samper, Viajes de un colombiano en Europa, Volume 2 [« Travels of a Colombian in Europe, Volume 2 »] (Travel journal), Paris, Imprenta de E. Thunot, 1862 (OCLC 12336584, lire en ligne)

- (es) José María Samper, Martin Flores (Novel), Bogota, Imprenta de Gaitan, 1866 (OCLC 15058863, lire en ligne)

- (es) José María Samper, Los Partidos En Colombia : Estudio Histórico-Politíco [« The Politicial Parties In Colombia: A Historic And Political Study »], Bogota, Imprenta Echeverria Hermanos, 1873 (OCLC 4038552, lire en ligne)